# 뉴욕 타임스 베스트셀러 목록
뉴욕 타임스 베스트셀러 목록(The New York Times Best Seller list)은 미국에서 베스트셀러 목록 중 가장 탁월한 목록으로 간주되는 목록이다. 뉴욕 타임스 북 리뷰에서 매주 발표한다. 1931년 10월 12일부터, 뉴욕 타임즈 북 리뷰는 이 목록을 매주 발간해왔다. 21세기에는 픽션과 논픽션, 하드커버, 페이퍼백, 일렉트로닉 등 장르와 형식별로 그룹화된 여러 목록으로 발전했다.

## 역사
미국 최초의 베스트셀러 목록은 1895년에 출판되었지만, The Bookman에서는 36년 후인 1931년 10월 12일까지 뉴욕 타임즈에 거의 팡파르 없이 출판되지 않았다. 뉴욕시만을 위한 5권의 소설과 4권의 논픽션 책을 나열했다. 그 다음 달, 그 목록은 각각 자신의 목록을 가진 8개의 도시로 확장되었다. 1940년대 초까지 14개의 도시 목록이 포함되었다. 전국 도시 목록은 1942년 4월 9일 선데이 뉴욕 타임즈 북 리뷰에 월요일 정기 도시 목록의 보충으로 만들어졌다. 국가 목록은 그 책이 도시 목록에 몇 번 등장했는지에 따라 순위가 매겨졌다. 결국, 도시 목록은 삭제되었고, "22개 도시의 주요 서점의 보고서"에 따라 집계된 국가 순위 목록만 남았다. 비록 그 과정이 독점적인 것으로 남아있지만, 서점 판매 수치에 의한 순위는 오늘날에도 계속되고 있다.
1950년대까지, 타임즈의 목록은 출판사 주간지의 목록과 함께 책 전문가들이 감시하는 최고의 베스트셀러 목록이 되었다. 1960년대와 1970년대에, 쇼핑몰 체인 서점 B. 돌턴, 크라운북스, 월든북스는 대중 시장에서 인기를 끌며 새로 출간된 베스트셀러를 판매하는 비즈니스 모델로 전면에 나섰다. 그들은 책을 판매하기 위해 책의 베스트셀러 지위를 이용했고, 따라서 책을 읽는 사람들과 책 판매자들을 위해 뉴욕 타임즈 목록에 더 많은 중점을 두었다.

## 같이 보기
- 오프라의 북클럽